# Білка (притока Вільшанки)
Білка — річка в Україні, у Черкаському районі Черкаської області, ліва притока Вільшанки.

## Опис
Довжина річки приблизно 15 км. Висота витоку річки над рівнем моря — 84 м; висота гирла над рівнем моря — 80 м;  падіння річки — 4 м; похил річки — 0,27 м/км. Середня ширина 6 м, глибина 2 м, середня швидкість 0,2 м/с.

## Розташування
Білка бере початок на околиці села Шелепухи. Тече переважно на південний схід у межах сіл Березняків та Тубільців. На околиці села Лозівок впадає у річку Вільшанку, праву притоку Дніпра.